# Час у Чилі
На території Чилі, за винятком острова Пасхи та двох південних регіонів (Айсен і Маґальянес), діє час UTC-4 з переведенням щорічно стрілки годинника на одну годину вперед опівночі після першої суботи вересня та на одну годину назад опівночі після першої суботи квітня. На острові Пасхи діє час UTC-6 з переведенням щорічно стрілки годинника на одну годину вперед одночасно з континентальною частиною (тобто о 22:00 за місцевим часом). У регіоні  Маґальянес діє час UTC-3 цілорічно. Відтак з квітня по вересень у Чилі діє час трьох поясів, а в решту часу в році - двох.

## Часові пояси Чилі
| Зона                                     | Поясний час | Стандартний час | Літній час |
| Айсен, Магальянес і Чилійська Антарктика | UTC-5       | UTC-3           | відсутній  |
| Основна частина                          | UTC-5       | UTC-4           | UTC-3      |
| Острів Пасхи                             | UTC-7       | UTC-6           | UTC-5      |
| ---------------------------------------- | ----------- | --------------- | ---------- |

Територія Чилі географічно майже повністю розташована в межах дев'ятнадцятого (UTC-5) часового поясу, а Острів Пасхи знаходиться у географічному поясі UTC-7, однак протягом більшої частини року (7 місяців) час тут зрушений на дві години вперед відносно поясного.

## Літній час
Літній час — щорічне зміщення часу на одну годину вперед у літній період — використовується у Чилі для збереження енергії та ефективного використання світлового дня. Такий порядок обчислення часу діє на всій території країни з 1970 року (за винятком короткого періоду у 2015-2016 роках) і передбачає щорічне переведення стрілки годинника на одну годину вперед другої неділі жовтня опівночі за чилійським стандартним часом та на одну годину назад другої неділі березня опівночі за чилійським літнім часом. Це означає, що на острові Пасхи, де час на дві години відстає від континентальної частини, перехід відбувався о 10-й вечора для синхронізації. До 1982 року, коли острів Пасхи використовував поясний час UTC-7, перехід відбувався о 9-й годині вечора.
Проте в окремі роки уряд Чилі вдавався до перенесення термінів використання літнього часу у бік подовження, намагаючись зекономити більше електроенергії. Так, у 1987, 1999 та 2010 роках дія літнього часу восени подовжувалася до першої неділі квітня, у 2008 - до 30 березня, навесні 1990 літній час було введено другої, а 1998 — четвертої неділі вересня. Восени 2011 році літній час спочатку було подовжено знову до першої неділі квітня, але потім — до другої неділі травня, а навесні його введено 21 серпня. З 2012 року використання літнього часу встановлено до останньої неділі квітня і з першої неділі вересня. У 2015 році ж літній час вже вдруге (вперше у 1947) став фактично діяти увесь рік, що рівнозначно заміні стандартного часу, однак фактично ці зміни діяли лише протягом одного зимового сезону 2015 року, коли країна не поверталася до часу UTC-4/UTC-6.
З 2016 року у Чилі скасований цілорічний літній час і відбулося повернення до сезонних змін часу. Стандарний час діяв з неділі після другої суботи травня до другої суботи серпня.. Такий порядок обчислення часу діяв до 2018 року включно. У серпні 2018 року було прийнято рішення про скорочення тривалості періоду літнього часу - з неділі після 1-ї суботи вересня до першої суботи квітня. Зміни набули чинності з 2019 року.

## Історія
Делегація Чилі взяла участь у конференції 1884 року, на якій розглядалося питання поділу земної кулі на часові пояси.
У 1894 році сигнал часу вперше було передано з обсерваторії у Вальпараїсо. Час Вальпараїсо, який на 4 години 46 хвилин та 34 секунд відставав від Ґрінвіча, був визнаний середнім чилійським часом.
10 січня 1910 року у Чилі було введено поясний час UTC-5.
1 липня 1916 року офіційним часом було встановлено середній час Сантьяго - UTC-04:42:46. Такий час діяв до 31 серпня 1927 року, з перервою від 1 вересня 1918 до 30 липня 1919, коли вводився час поясу UTC-4.
З 1 вересня 1927 року країна остаточно приєдналася до міжнародної системи часових поясів. Було встановлено офіційним часом поясний UTC-5. Водночас з 1 вересня до 1 квітня кожного року передбачалося використання літнього часу UTC-4. Такий порядок обчислення часу діяв до 1932 року. Літній час, введений 1 вересня 1932 року, фактично діяв безперервно до 31 травня 1942 року. Та вже 31 липня літній час було поновлено і він безперервно діяв до 31 серпня 1946. На острові Пасхи поясний час UTC-7 було введено 1 вересня 1932 року, однак від цієї дати до 31 серпня 1946 безперервно діяв літній час.
22 травня 1947 року літній час континентальної частини (UTC-4) було прийнято за стандартний. На острові Пасхи змін не відбулося, тож різниця між частинами країни сягнула 3-х годин.
З 1968 року на всій території Чилі щороку вводиться літній час - UTC-3 та UTC-6. У сезоні 1968/69 він діяв з 3 листопада до 30 березня, 1969/70 - з 23 листопада до 29 березня. У 1970 році було ухвалено указ №1489, згідно з яким прийнято вказаний вище порядок обчислення часу.
На острові Пасхи 13 березня 1982 року було змінено стандартний час з UTC-7 на UTC-6. Цим самим різниця між двома частинами країни зменшилася до двох годин. Літній час для острова Пасхи - UTC-5.
26 квітня 2015 року на всій території Чилі було завершено дію літнього часу з одночасною зміною стандартного часу (на 1 годину вперед), тобто літній час визнано стандартним. Час у Чилі збігався з часом у Аргентині та Уругваї, випереджав на годину Болівію, що лежить на північному сході, та на дві години - Перу, на півночі.
Такий порядок обчислення часу діяв після того, як 28 січня міністерство енергетики країни анонсувало скасування сезонних змін часу вже з осені поточного року шляхом неповернення до стандартного часу. 13 березня 2016 року міністерство анонсувало повернення до попереднього порядку обчислення часу (UTC-4 як стандартний час, UTC-3 - як літній, у материковій частині країни).
4 грудня 2016 року президент країни Мішель Бачелет своїм указом дозволила залишити літній час на весь рік у найпівденнішому регіоні Маґальянес (що включає у себе і Чилійську Антарктику).
Восени 2025 року мешканці регіону Айсен на півдні країни також проголосували за те, щоби постійно залишатися на часі UTC-3. Зміна часу набула чинності 6 квітня 2025 року, одночасно з відміною літнього часу у Чилі.